# Carlos Alberto Dias
Carlos Alberto Dias (født 5. maj 1967) er en tidligere brasiliansk fodboldspiller.

## Brasiliens fodboldlandshold
| Brasiliens landshold | Brasiliens landshold | Brasiliens landshold |
| År                   | Kmp                  | Mål                  |
| -------------------- | -------------------- | -------------------- |
| 1992                 | 1                    | 0                    |
| Total                | 1                    | 0                    |